# Gondulphus

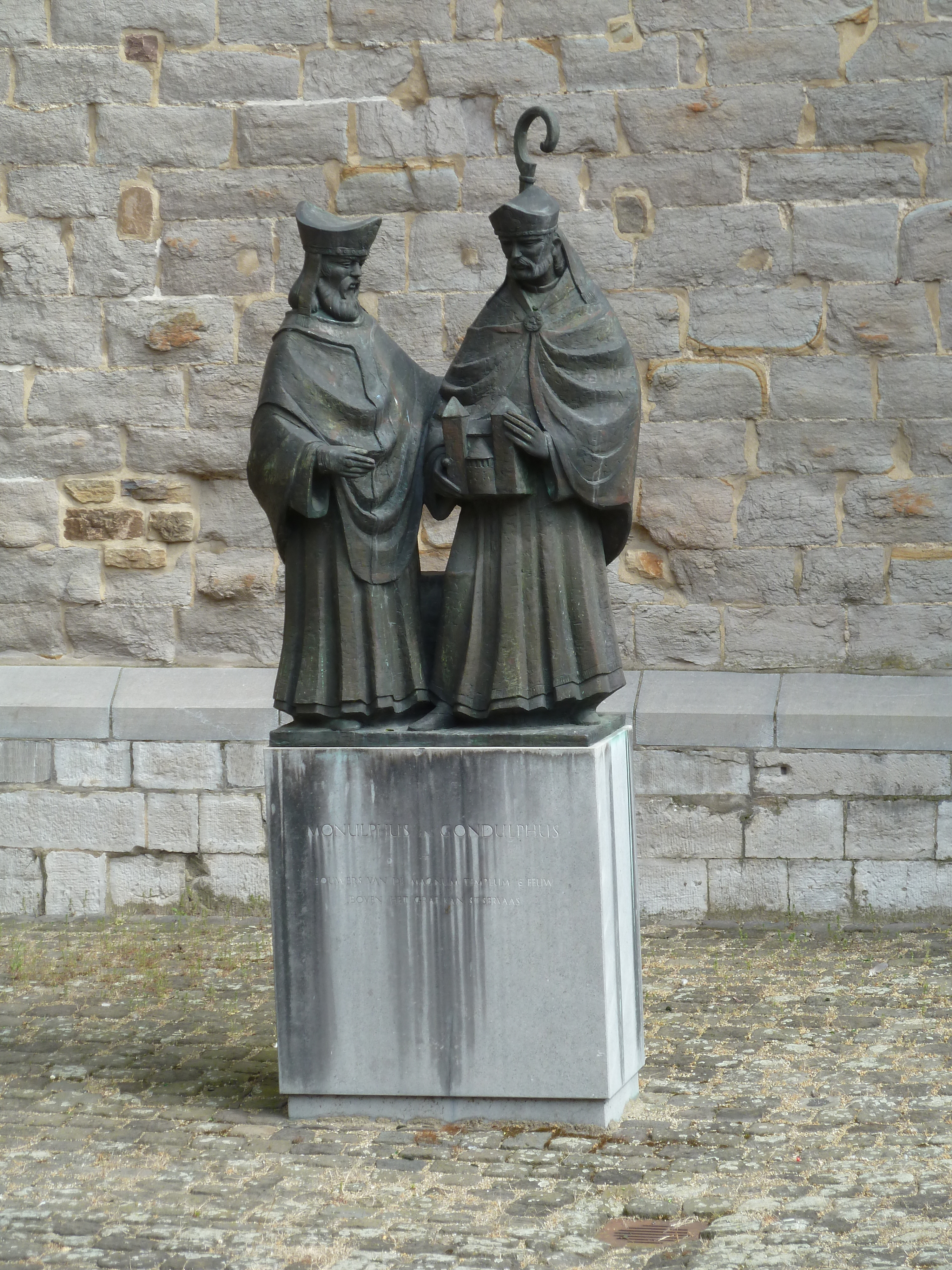
Statuen von Monulphus (links) und Gondulphus (rechts) an der Südwestecke der St. Servatiusbasilika in Maastricht von dem Bildhauer Jef Courtens aus dem Jahr 1993

Gondulphus (auch Gondulfus, Gondolphus, Gondolfus, Gondulf, Gondulphus von Maastricht, Gondulphus von Tongeren, Gundulf, vielleicht auch Bethulphus  oder Bettulfus van Traiectum; * im 6. Jh.; † um 607 (oder 608, vielleicht auch 617)) war Bischof von Tongeren-Maastricht und wird als Heiliger verehrt. Allgemein wird angenommen, dass er der Nachfolger von Monulphus war. Der offizielle Titel des Bischofs von Tongeren, episcopus Tungrorum, wurde bis ins elfte Jahrhundert beibehalten, auch als der Bischofssitz nochmals verlegt wurde; dieses Mal von Maastricht nach Lüttich.

## Leben
Gondulphus „entstammte nach Angabe der meisten und sichersten Quellen einem alten lothringischen Geschlecht, nach andern aber war er der Sohn Munderichs von Austrasien, der seinerseits in gerader Linie von dem Frankenkönig Merowech und dessen Sohn Childerich abstammte.“
Auf der Synode von Paris im Jahr 614 ist ein Bischof von Maastricht mit dem Namen Betulphus anwesend. Die Körper von Monulphus und Gondulphus wurden 1039 vom Bischof Nithard von Lüttich und Bischof Gerhard von Cambrai feierlich erhoben. Die beiden Bischöfe Monulphus und Gondulphus wurden 1039 in Anwesenheit von Kaiser Heinrich III. zu Heiligen erhoben. Ihr Gedenktag ist der 16. Juli. Sie werden zusammen verehrt, besonders in Aachen und Maastricht.

## Legenden

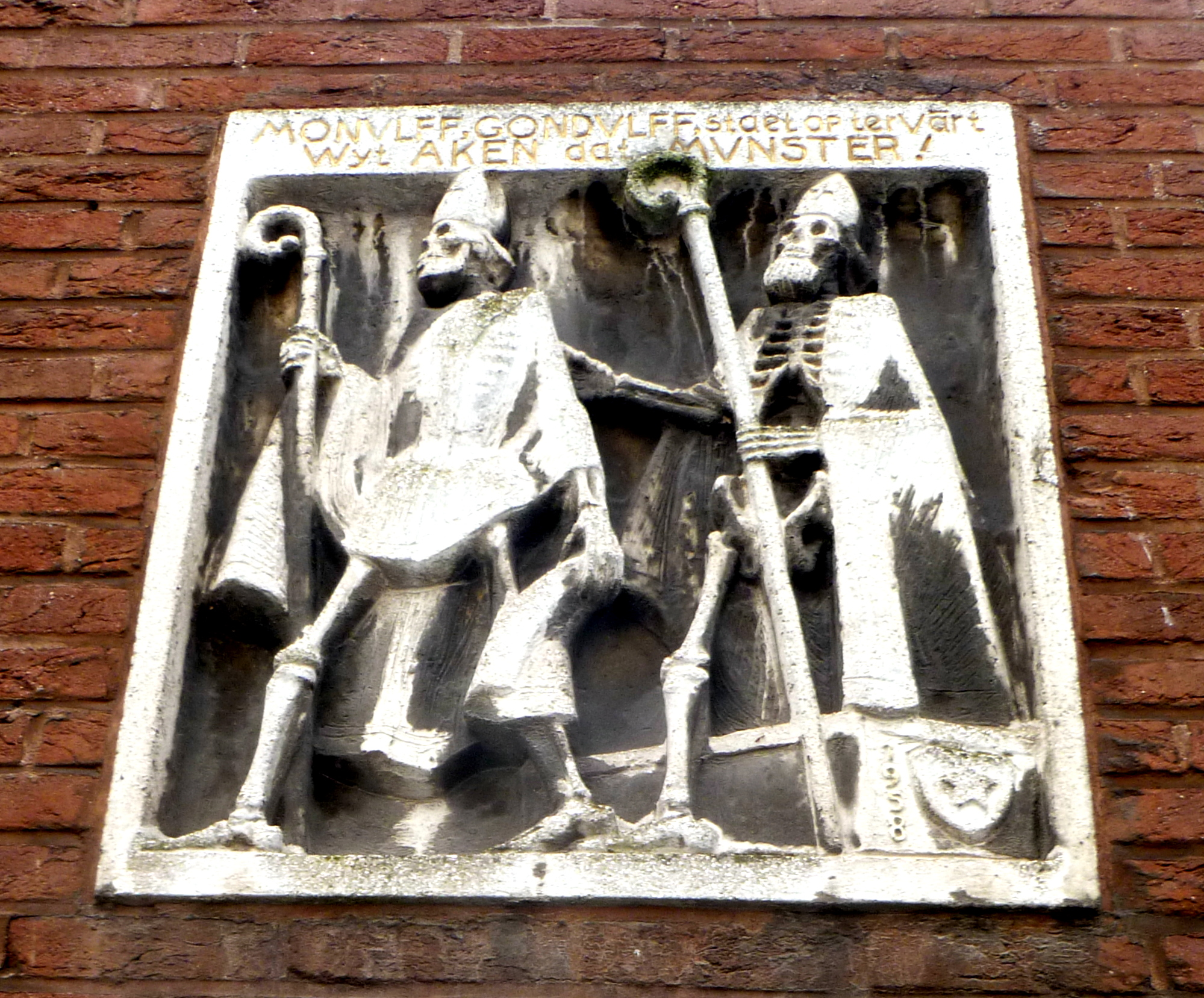
Flachrelief von Dries Engelen von 1958 in der Klappergasse in Aachen zum Gedenken an Monulphus und Gondulphus anlässlich ihres – posthumen – Besuches zur Einweihung des Aachener Münsters

In Aachen sollen Monulphus und Gondulphus der Sage nach als Skelette zur Einweihung des Aachener Doms angereist sein, woraufhin später die dortige Klappergasse ihren Namen erhielt. Karl der Große hatte sich gewünscht, dass 365 Bischöfe, einer für jeden Tag des Jahres, bei der Weihe anwesend sein sollten. Am Vorabend der Weihe waren aber erst 363 Bischöfe in Aachen angekommen. So erschien ein Engel in der Servatiusbasilika und schickte Monulphus und Gondulphus nach Aachen.
Nach einer anderen Sage soll Gondulphus versucht haben, die Stadt Tongern wiederherzustellen, die durch die Barbareneinfälle zerstört worden war. Bei einem Besuch in der Stadt war er so beeindruckt, dass er sich vor Ort entschloss, die Stadt und seinen Bischofssitz dort wieder aufzubauen. Aber Gott schickte Zeichen, dass er damit nicht einverstanden war: Wölfe erschienen und zerrissen die Arbeiter, ein schweres Gewitter und Blitze verursachten heftige Brände. Der Bischof war von dem, was er gesehen hatte, so überwältigt, dass er sich bei seiner Rückkehr nach Maastricht als schwer krank und geschwächt herausstellte. Er erkannte, dass er gegen Gottes Willen gehandelt hatte, und starb kurze Zeit später am 26. Juli 586. Damals war er acht Jahre im Amt.

## Verehrung
Zusammen mit dem heiligen Servatius von Tongern und dem heiligen Monulph wird er als einer der Schutzheiligen der Stadt Maastricht verehrt.
An verschiedenen Orten in den Niederlanden und Belgien gibt es Kirchen und Kapellen, die unter dem Patrozinium von Monulphus und Gondulphus stehen.

Sint-Monulfus en Gondulfuskerk
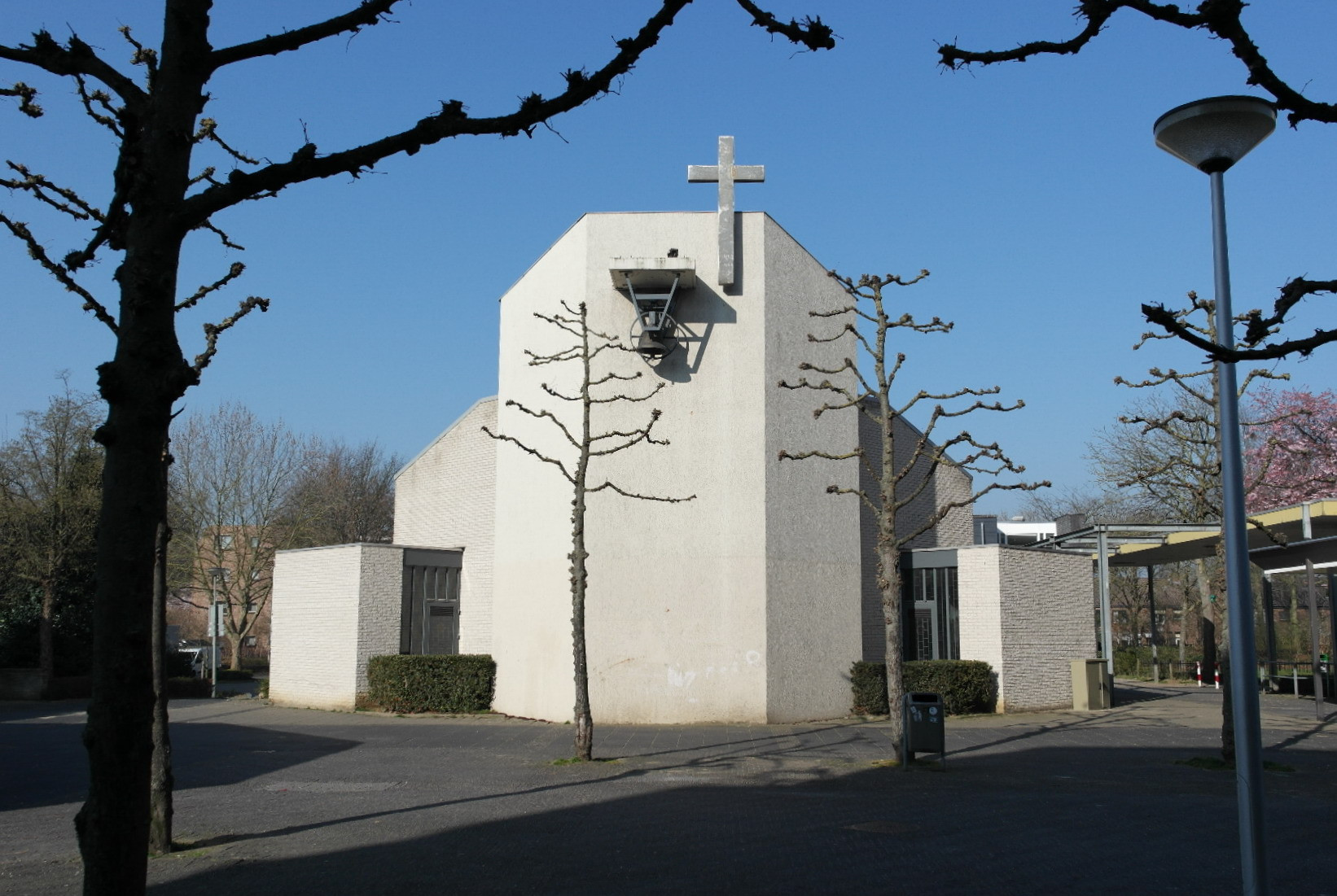
Maastricht
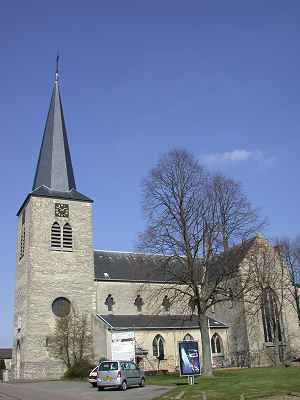
Berg (Valkenburg aan de Geul)
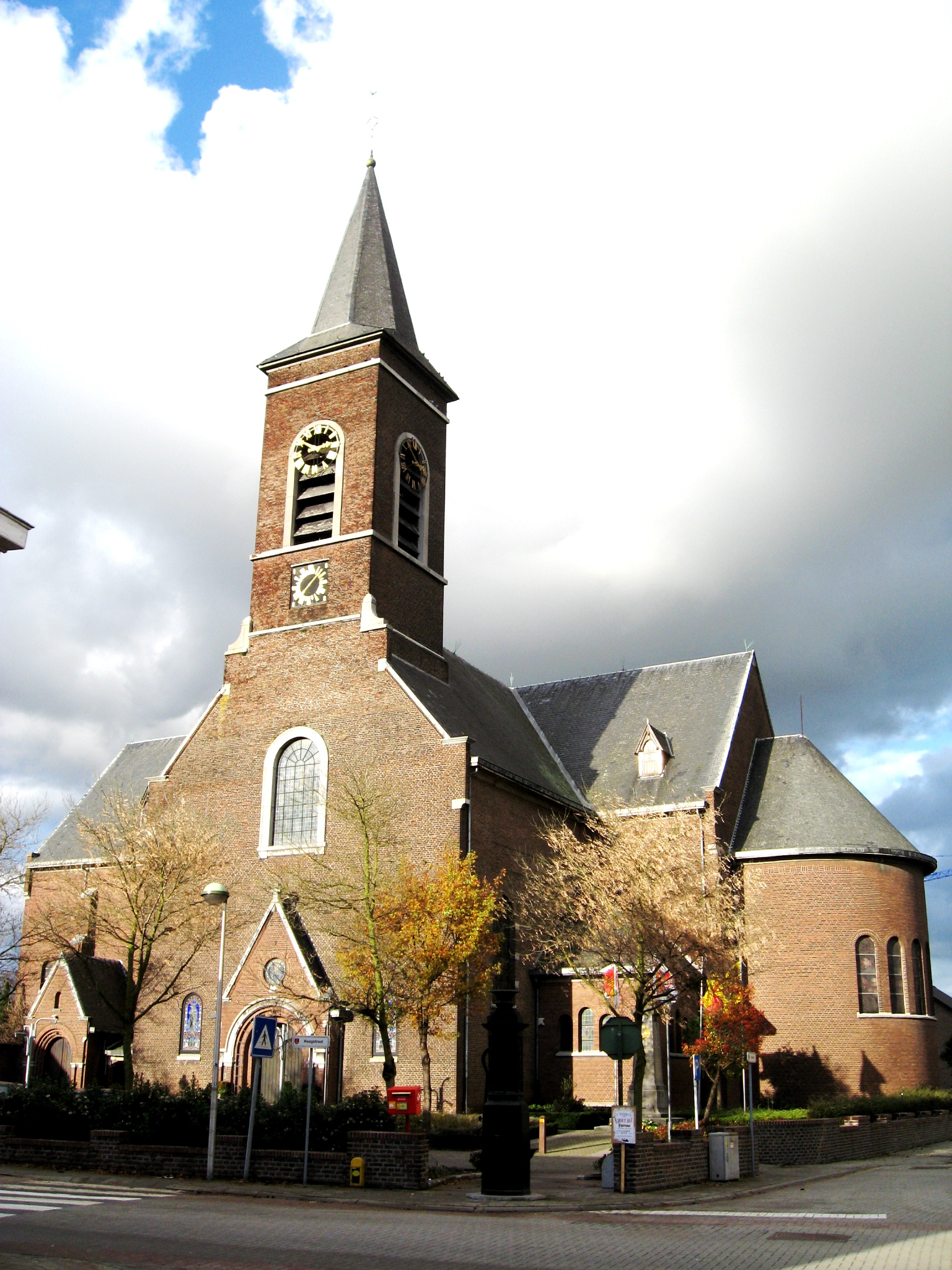
Rotem (Dilsen-Stokkem)
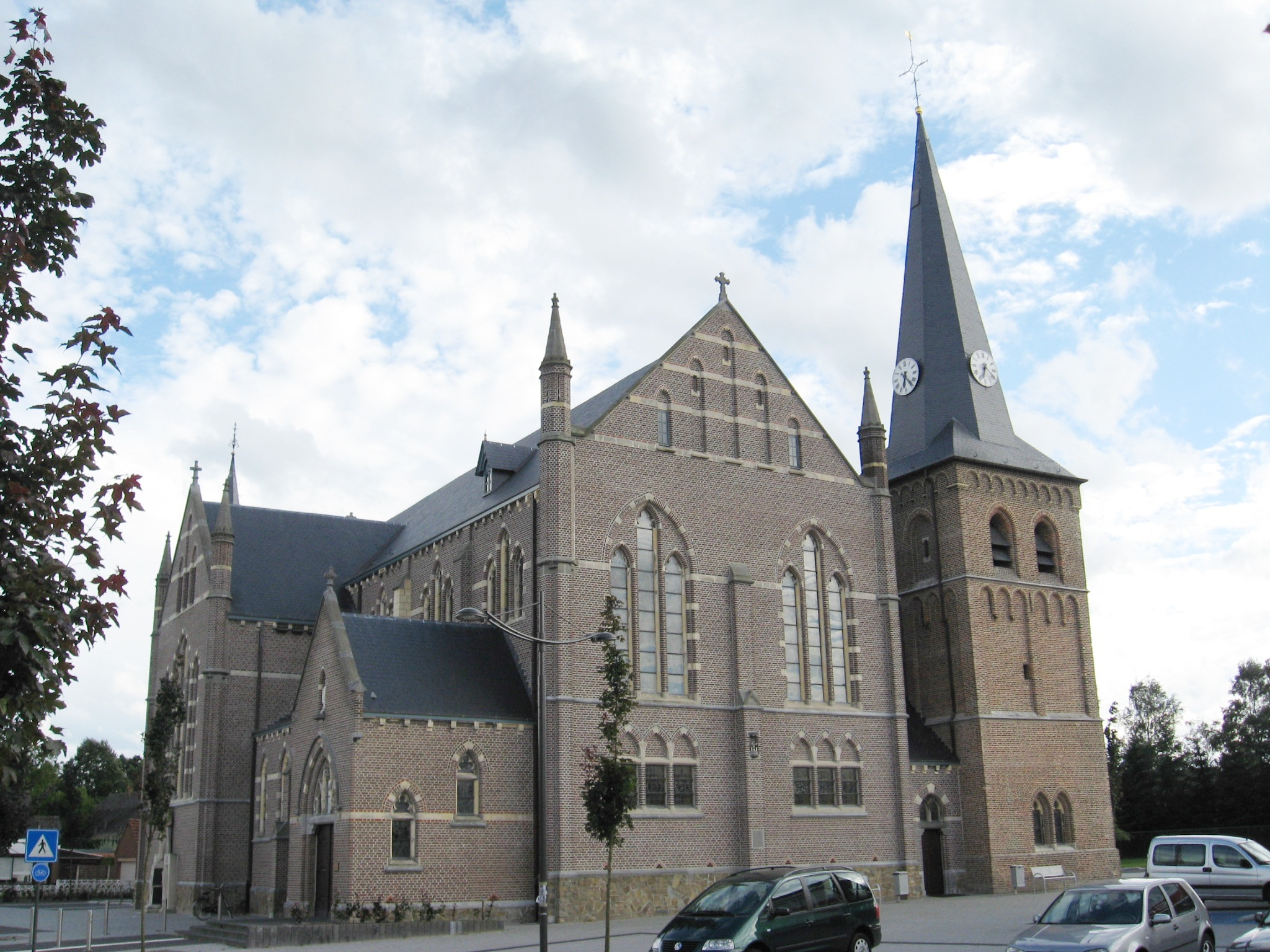
Kaulille (Bocholt (Belgien))
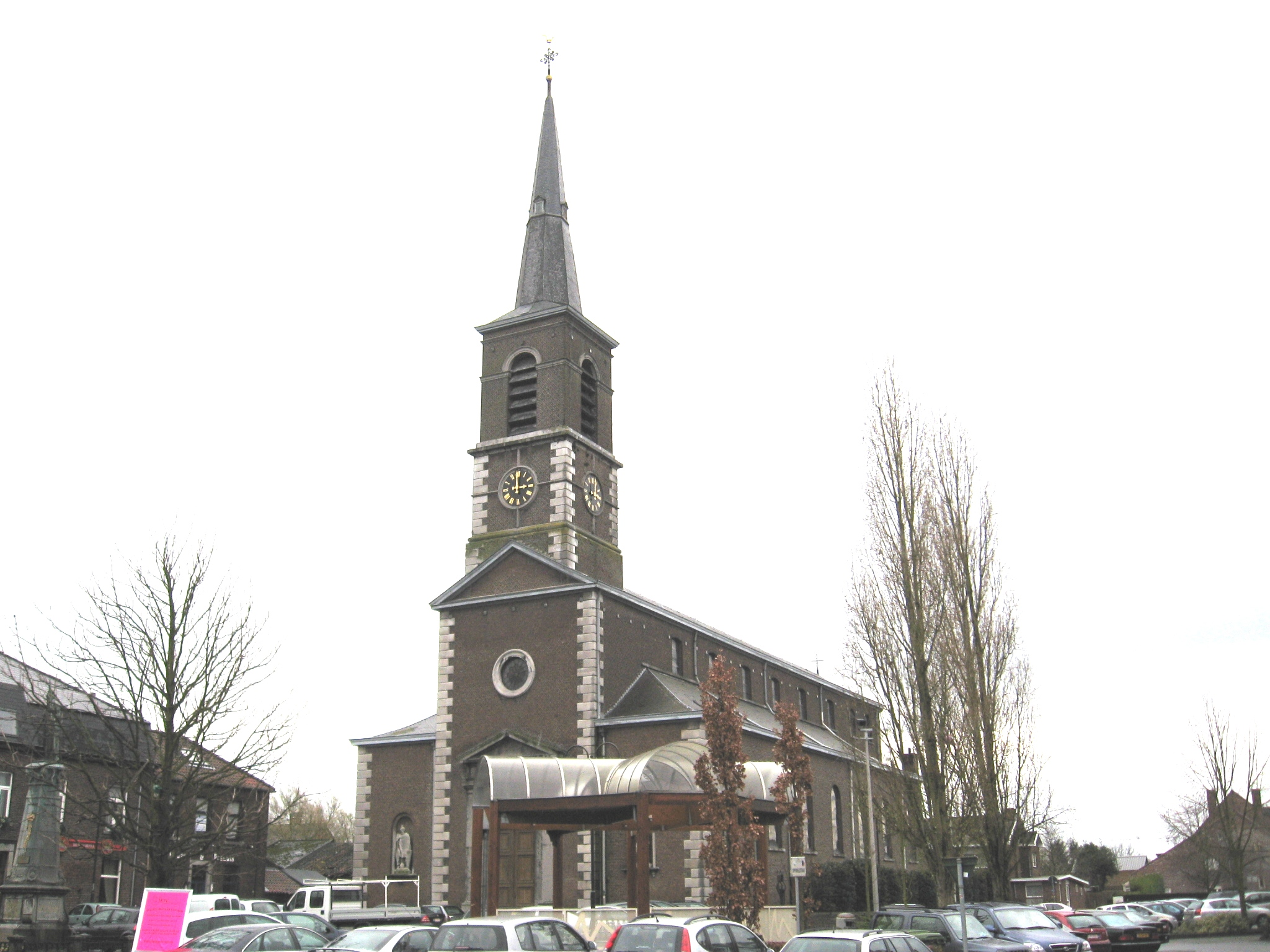
Mechelen-aan-de-Maas (Maasmechelen)

Reliquien und Gegenstände
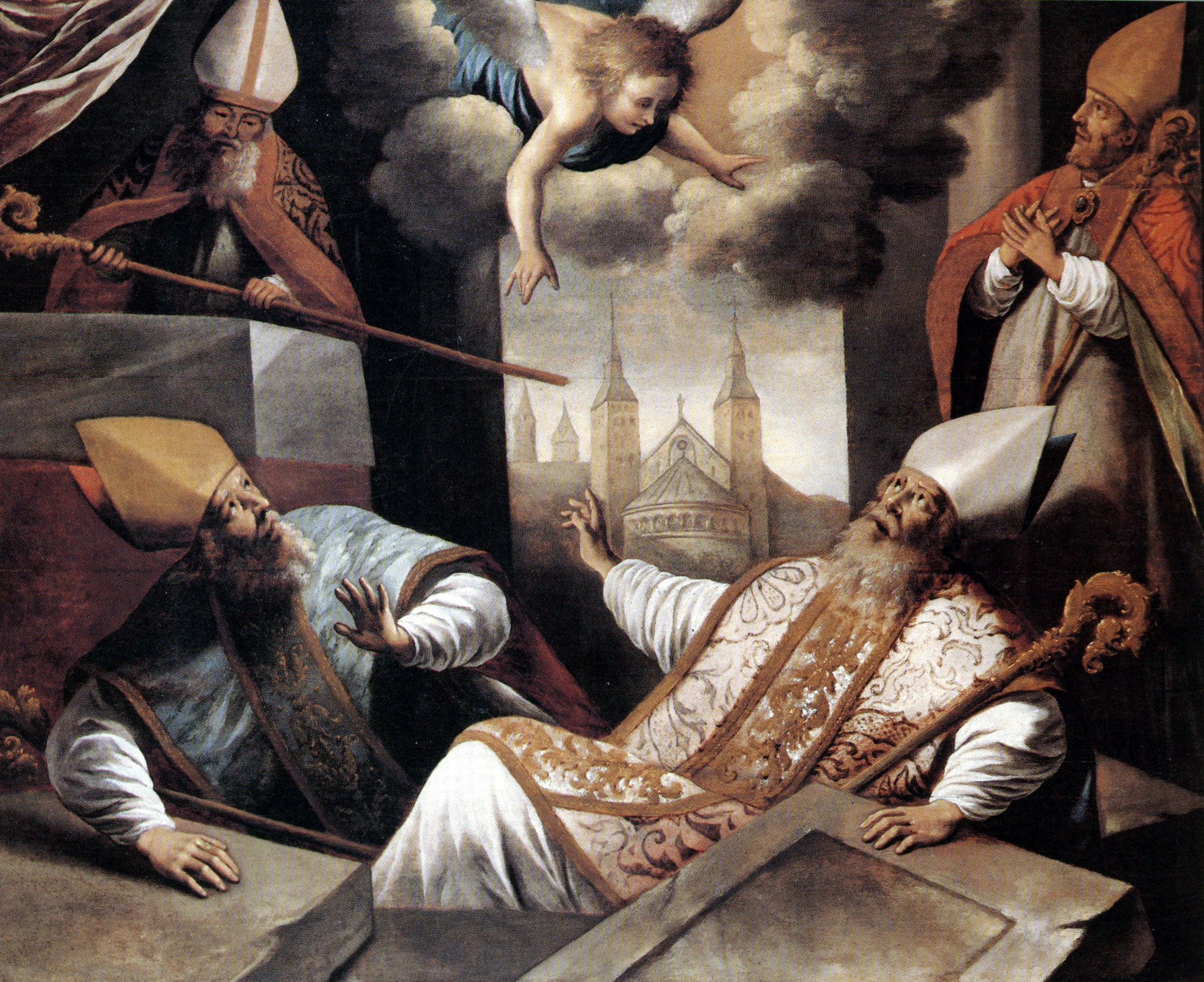
Die Erweckung von Monulphus und Gondulphus, Ölgemälde von Gaspar de Crayer im Bonnefantenmuseum
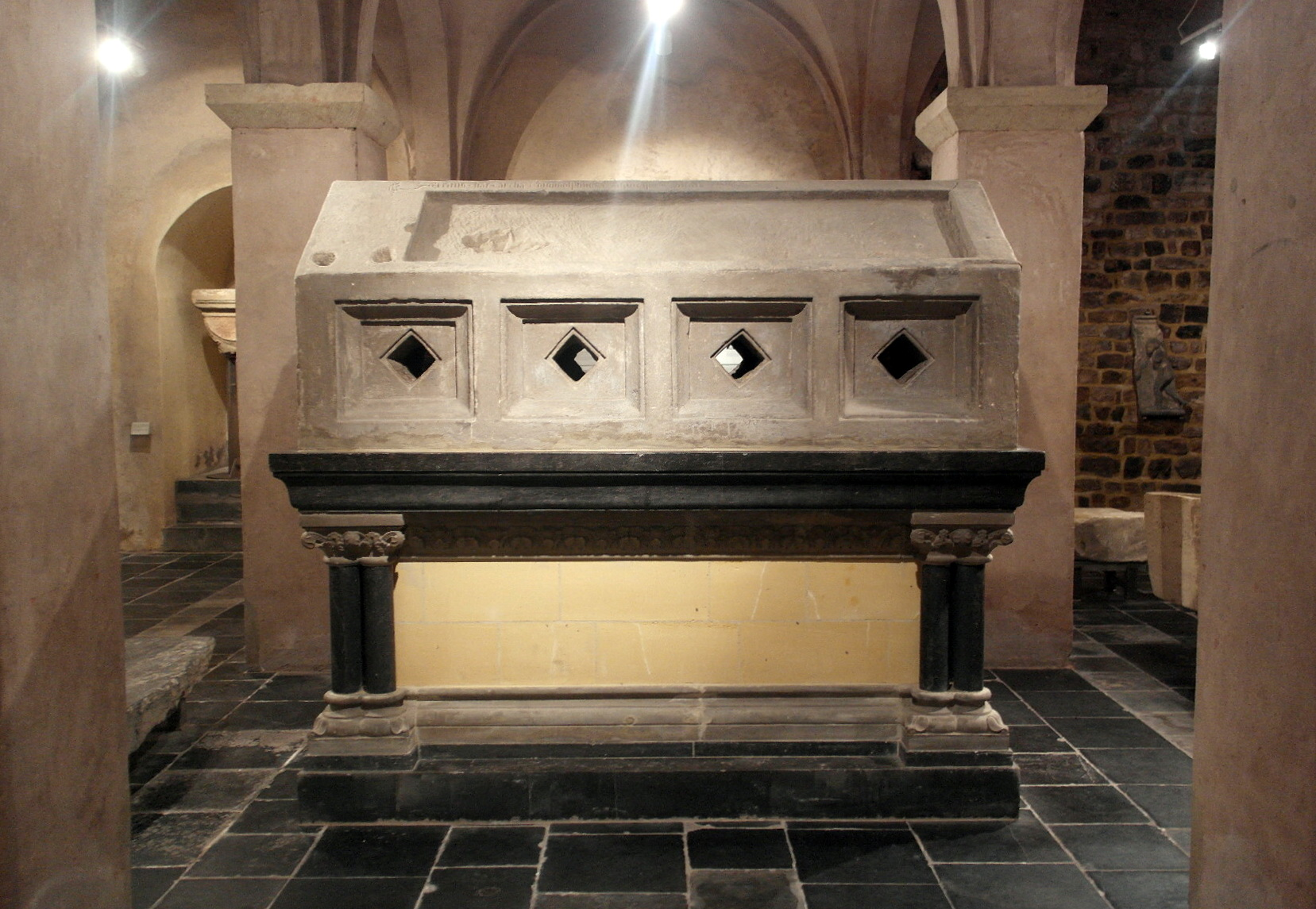
Kenotaph in der Krypta der Servatiusbasilika
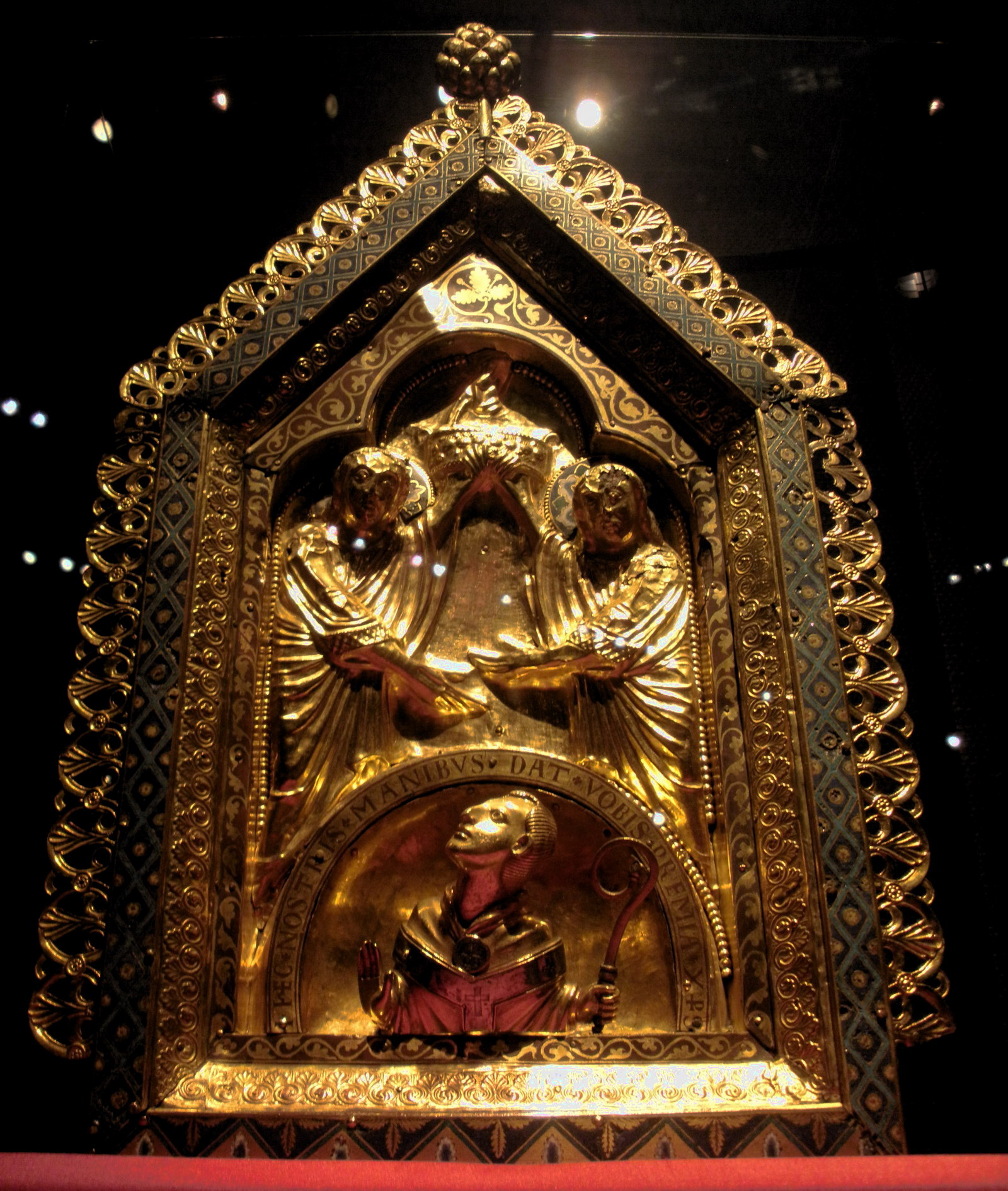
Reliquiar in den Königlichen Museen für Kunst und Geschichte in Brüssel. Die Lateinische Inschrift lautet: HEC NOSTRIS MANIBUS DAT VOBIS PR(A)EMIA Χ⳨ (CHRISTUS), dt.:"Durch unsere Hände schenkt Christus diese Löhne", bezieht sich auf die darüber von zwei Engeln gehaltene Krone
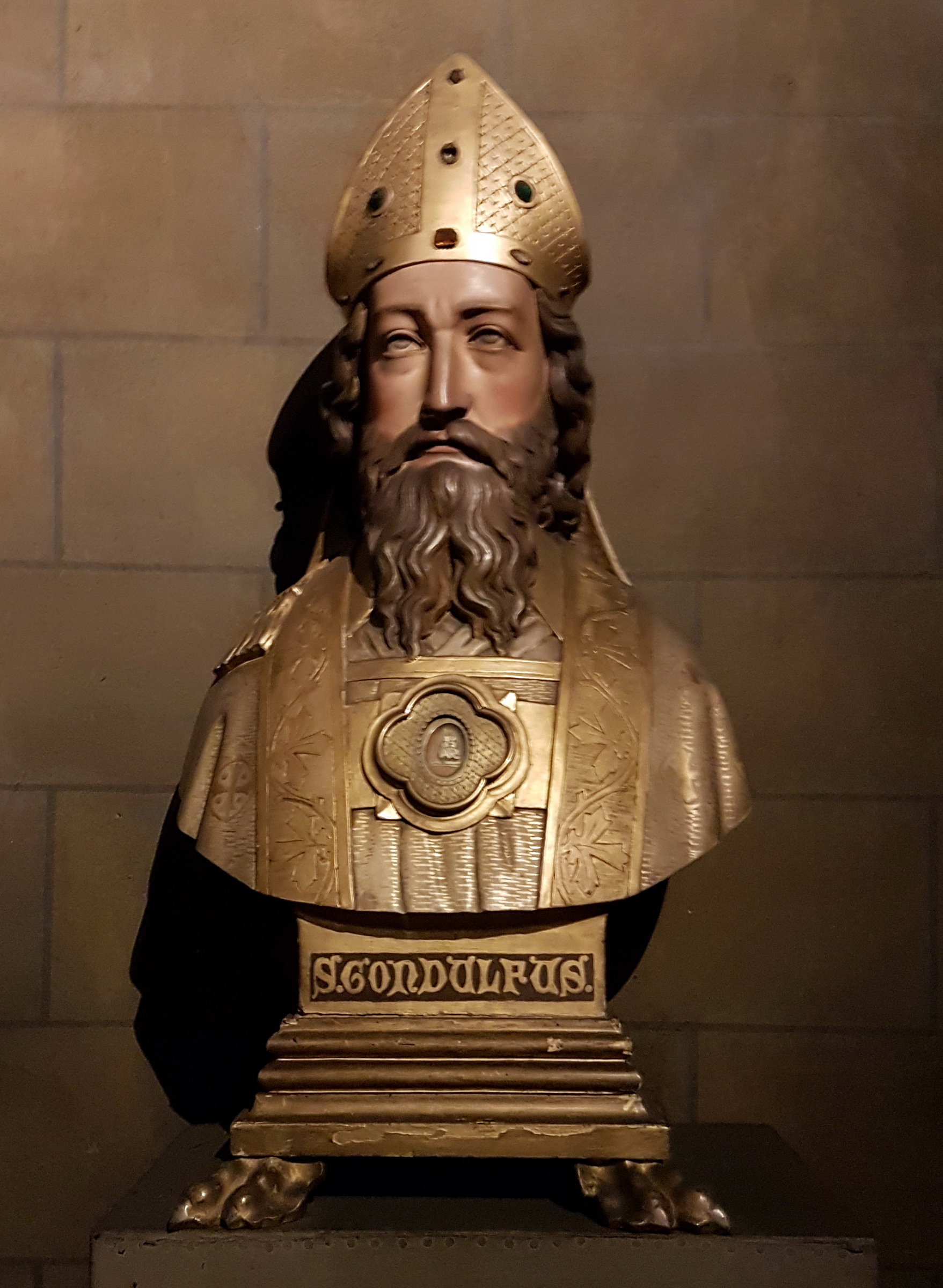
Reliquienbüste von Gondulphus in der Schatzkammer der Liebfrauenbasilika in Maastricht